# Seksuele meerderjarigheid
| ■ 12                 | ■ 13                     | ■ 14 |
| ■ 15                 | ■ 16                     | ■ 17 |
| ■ 18                 | ■ 19                     |      |
| ■ moet getrouwd zijn | ■ geen gegevens / overig |      |

Leeftijdsgrens voor heteroseks per land:

De seksuele meerderjarigheid is de leeftijdsgrens voor seksueel zelfbeschikkingsrecht. Vanaf deze leeftijd wordt de betreffende persoon in staat geacht zijn of haar toestemming te geven voor seksuele handelingen. Beneden deze leeftijd gelden seksuele handelingen met deze persoon per definitie als strafbare feiten.
Deze leeftijd verschilt van jurisdictie tot jurisdictie, maar is doorgaans minstens 14 en hoogstens 18 jaar. De leeftijdsgrens kan ook verschillen naargelang het type seksuele handeling of het geslacht van de betrokken personen. Zo is in sommige landen een hogere leeftijd vereist voor homoseksuele handelingen. In heel Europa is de seksuele meerderjarigheid geslachtsneutraal. De leeftijdsgrens verschilt, gaande van 14 jaar in Bulgarije tot 18 jaar in Malta en Turkije.

## België
In België legt artikel 417/6 van het Strafwetboek de seksuele meerderjarigheid op zestien jaar, met moduleringen naar veertien en achttien jaar. Vanaf zestien jaar is iedereen wettelijk in staat om toe te stemmen in seksuele handelingen. Voor seks tussen gewone minderjarigen (-18) geldt een minimumleeftijd van veertien jaar. Niettemin zijn er voor gewone minderjarigen situaties waarin elke toestemming wettelijk is uitgesloten, zoals intrafamiliaal misbruik, gebruik van invloedspositie en prostitutie.
Vóór 2022 gold artikel 372 van het Strafwetboek: "Elke aanranding van de eerbaarheid, zonder geweld of bedreiging gepleegd op de persoon of met behulp van de persoon van een kind van het mannelijke of vrouwelijke geslacht beneden de volle leeftijd van zestien jaar, wordt gestraft met opsluiting van vijf jaar tot tien jaar." Tussen 1965 en 1985 was er een artikel 372bis dat een hogere leeftijd van 18 jaar voorzag voor homoseksuele handelingen.

## Nederland
In Nederland zijn er (afgezien van die waarbij het alleen gaat om de strafmaat) de leeftijdsgrenzen van 16 en 18 jaar.
| 16 jaar | Artikelen    |
| --- | ------------ |
| Voor personen jonger dan 16 ongeschikt materiaal aan zo iemand vertonen | Artikel 240a |
| Ontucht met iemand onder de 16 | Artikel 247  |
| Met ontuchtig oogmerk iemand onder de 16 bewegen getuige te zijn van seksuele handelingen (seksueel corrumperen) | Artikel 248d |
| Door middel van een geautomatiseerd werk of met gebruikmaking van een communicatiedienst aan een persoon die nog geen 16 is of iemand die zich, al dan niet met een technisch hulpmiddel, waaronder een virtuele creatie van een persoon die nog geen 16 is, voordoet als een persoon die nog geen 16 is, een ontmoeting voorstellen met het oogmerk ontuchtige handelingen met een persoon die nog geen 16 is te plegen of een afbeelding van een seksuele gedraging waarbij een persoon die nog geen 16 is, is betrokken te vervaardigen, en een handeling verrichten tot het verwezenlijken van die ontmoeting. Het genoemde oogmerk kan onder meer blijken uit een chatlog. Een handeling tot het verwezenlijken van de ontmoeting kan bijvoorbeeld zijn dat de dader zich begeeft naar de voor de ontmoeting afgesproken plek, of de ander van een routebeschrijving naar die plek voorziet. Vaak gaat aan het voorstellen van de ontmoeting een proces van online-grooming vooraf. Het genoemde misdrijf zelf wordt ook wel grooming genoemd. | Artikel 248e |

| 18 jaar | Artikelen    |
| --- | ------------ |
| Vervaardiging of bezit van, handel in, zich toegang verschaffen tot porno met iemand onder de 18 | Artikel 240b |
| Ontucht door overwicht e.d. met iemand onder de 18 | Artikel 248a |
| Tegen betaling seksuele handelingen verrichten met iemand onder de 18 | Artikel 248b |
| Opzettelijk aanwezig zijn bij het plegen van ontuchtige handelingen door een persoon waarvan de aanwezige weet of redelijkerwijs moet vermoeden dat deze nog geen 18 is dan wel bij het vertonen van afbeeldingen van dergelijke handelingen in een daarvoor bestemde gelegenheid (Dus niet in bijvoorbeeld huiselijke kring) | Artikel 248c |
| Ontucht met een eigen kind, pupil, e.d. onder de 18; ontucht van een ambtenaar met iemand die aan zijn gezag is onderworpen, ontucht van iemand die werkt in de gezondheidszorg of maatschappelijke zorg met een patiënt of cliënt, e.d.                                                                                      | Artikel 249  |
| Bevorderen dat iemand onder de 18 ontucht pleegt | Artikel 250  |

Niet ontuchtig, en dus niet strafbaar op minderjarige leeftijd wordt door rechtbanken gezien een 'niet-exceptionele verkenningstocht in het kader van een vrijwillig seksueel contact tussen twee jongeren die verkering met elkaar hebben en die in betrekkelijk geringe mate in leeftijd verschillen'.